# Stenopogon breviusculoides
Stenopogon breviusculoides là một loài ruồi trong họ Asilidae. Stenopogon breviusculoides được Bromley miêu tả năm 1937. Loài này phân bố ở vùng Tân Bắc giới.